# Bodtjärnen (Frostvikens socken, Jämtland, 714002-142762)
Bodtjärnen är en sjö i Strömsunds kommun i Jämtland och ingår i Ångermanälvens huvudavrinningsområde.